# 노자와 히사시
노자와 히사시(野沢 尚, 1960년 5월 7일 ~ 2004년 6월 28일)는 일본의 각본가이자 추리 소설가이다. 아이치현 나고야시 출신이며, 아이치 현립 쇼와 고등학교, 니혼 대학 예술학부 영화과를 졸업했다.
텔레비전 드라마 각본으로 높은 평가를 받았으며, 추리 소설 작가로도 활동했다. 기타노 다케시의 영화 감독 데뷔작의 각본을 담당한 것으로도 알려져 있다. 1998년 《잠자는 숲》, 《결혼 전야》로 제17회 무코다 구니코 상을 받았다

## 내력
- 1997년 소설 《연애시대》로 제4회 시마세 연애문학상 수상.
- 1999년 각본을 맡은 《잠자는 숲》, 《결혼 전야》로 제17회 무코다 구니코 상을 다시 최연소로 수상.
- 2004년 소속사 아파트에서 목매어 자살.

## 작품

### 각본

#### 드라마
- 1992년 《친애하는 사람에게》
- 1993년 《멋진 인생》
- 1994년 《이 사랑에 살아》
- 1995년 《연인이여》
- 1996년 《맛있는 관계》
- 1997년 《파랑새》
- 1998년 《결혼전야》
- 1998년 《잠자는 숲》
- 1999년 《얼음의 세계》
- 2001년 《수요일의 정사》
- 2002년 《잠들 수 없는 밤을 안고》
- 2004년 《희망 없는 자》

#### 영화
- 1989년 《그 남자, 흉폭하다》
- 1992년 《시마 과장》
- 2002년 《명탐정 코난: 베이커가의 망령》

### 저서
- 1996년 《연애시대》
- 2002년 《희망 없는 자》